# ケニス・ウェルニッケ
ケニス（ケン）・G・ウェルニッケ（Kenneth Gene Wernicke 、1932年10月12日 - 2022年9月1日）は、アメリカ人の航空宇宙技術者である。ティルトローター機であるベルXV-3、ベルXV-15およびベル・ボーイングV-22オスプレイの開発において、主導的な役割を果たした。

## 経歴
カンザス大学で航空宇宙工学の学士号および修士号を取得した。
1955年から1990年までの間、技術者としてベル・ヘリコプター社に所属した。1964からは、ボブ・リヒテンと共にティルトローター機の主任技術者として勤務した。
双子の兄弟であるロッド（同じくベル社の技術者であった）、息子のキースおよびロッドの息子のティムとケントと共に、ラバー製キャタピラを持つ水陸両用車を開発中である。アメリカ海軍の偵察車両構想に基づくこの車両は、水上を高速で移動できるとともに、陸上ではATV（All-terrain vehicle, 全地形対応車）として偵察行動を行うことができる。飛行及びキャタピラに関する特許を取得している。
2022年9月1日、テキサス州ベッドフォードにて死去。89歳没。

## 受賞
1978年にはポール・E・ハウエター記念賞（アメリカ・ヘリコプター協会）、1983年には航空設計賞（アメリカ航空宇宙学会）を受賞している。